# Błaskówka

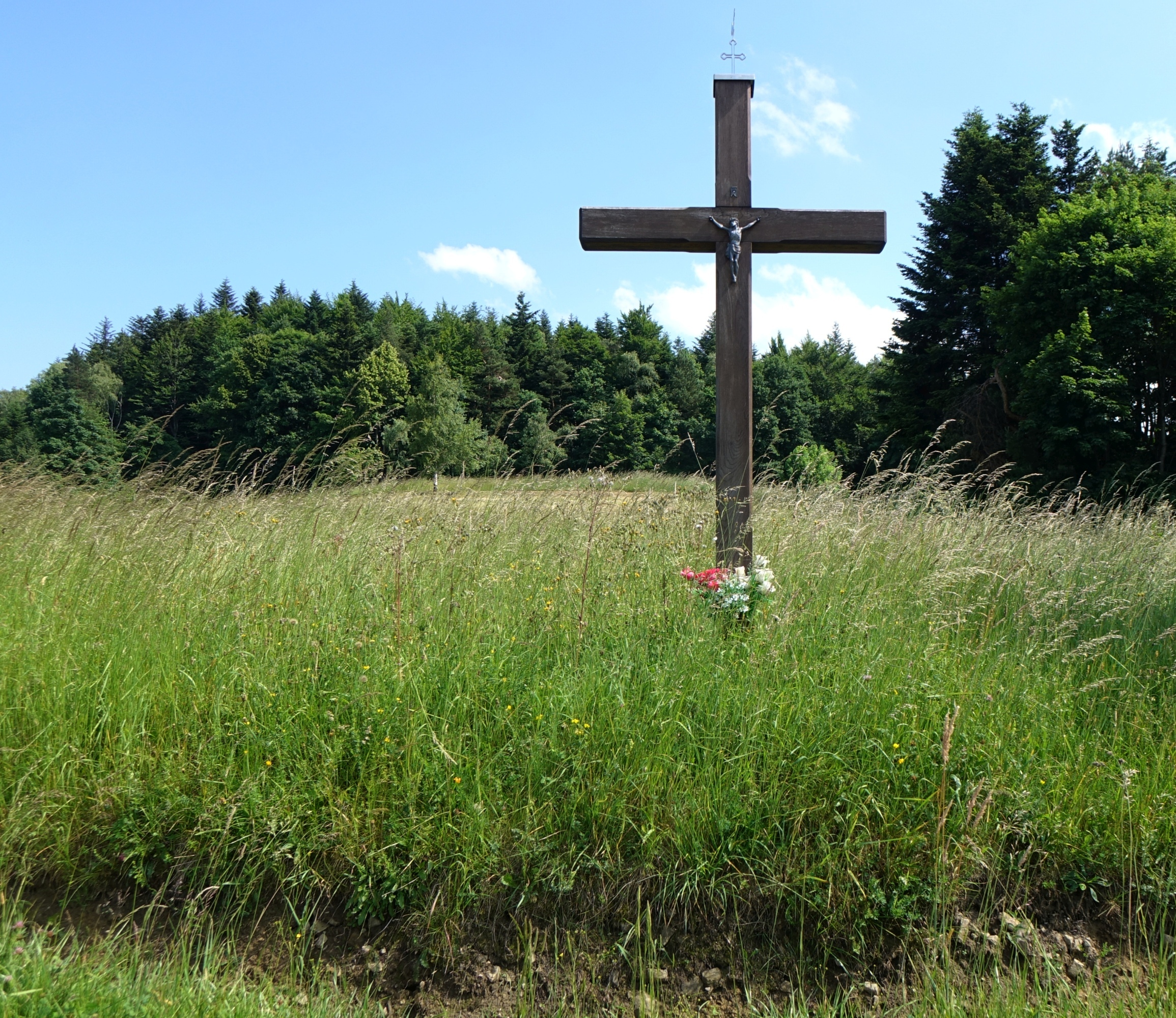
Krzyż choleryczny na Błaskówce

Błaskówka – część wsi Rozdziele w Polsce, położona w województwie małopolskim, w powiecie bocheńskim, w gminie Żegocina, na północnych stokach wzniesienia Cuba. Wchodzi w skład sołectwa Rozdziele.
W latach 1975–1998 Błaskówka należała administracyjnie do województwa tarnowskiego.
Jej nazwa wywodzi się od imienia Błażej, które prawdopodobnie nosił zasadźca tego miejsca (Błażej, zdrobniale Błazek). Znajduje się tu punkt widokowy – Widoma.

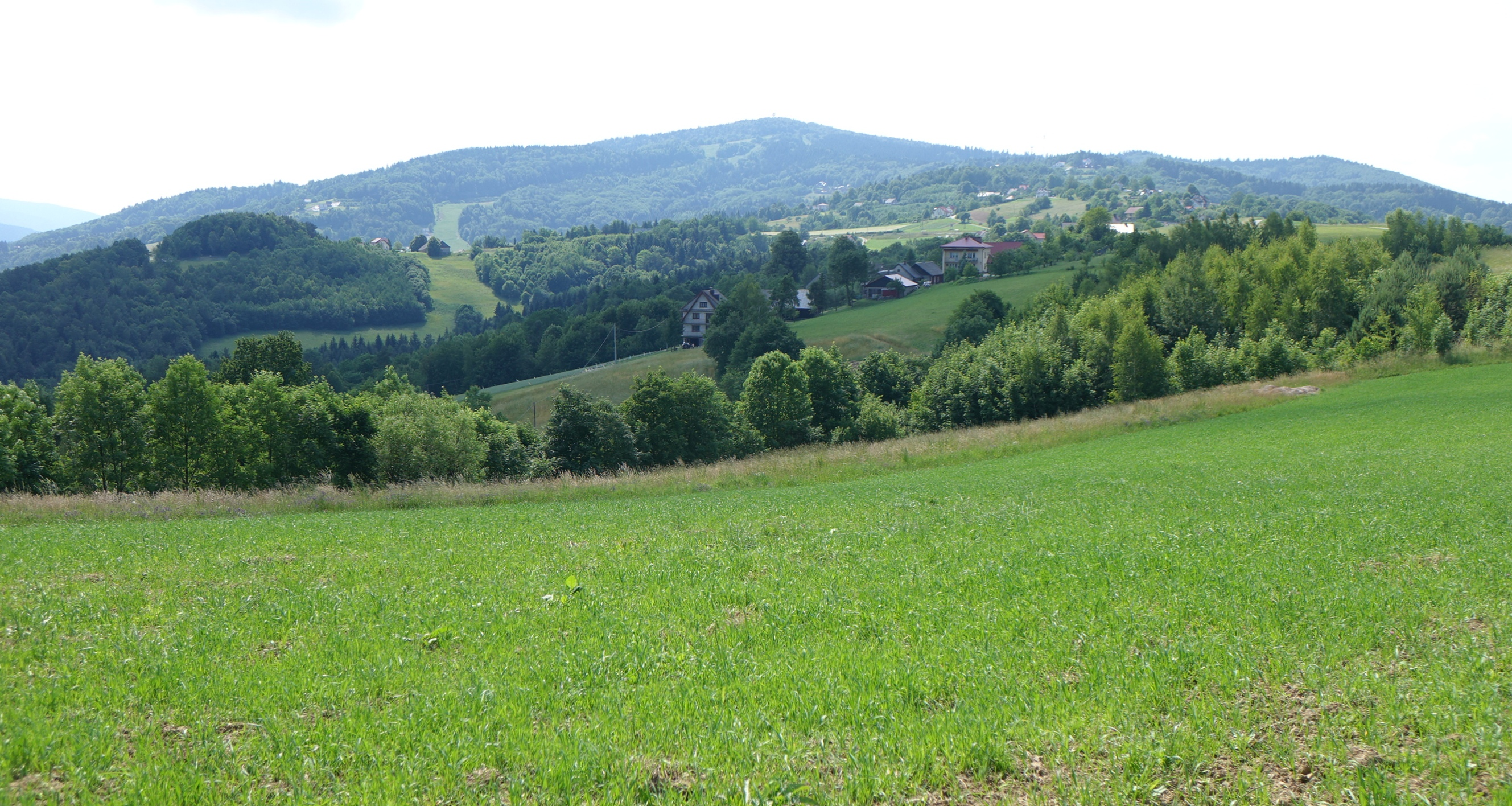
Widok z Błaskówki na Kamionną